# Lydia Bieri
Lydia Rosina Bieri (Sempach, 1972) é uma matemática, analista geométrica, física matemática, cosmóloga e historiadora da ciência suíço-estadunidense, cuja pesquisa diz respeito à relatividade geral, ondas gravitacionais e efeitos de memória gravitacional. É professora de matemática e diretora do Michigan Center for Applied and Interdisciplinary Mathematics da Universidade de Michigan.

## Formação e carreira
Bieri é natural de Sempach, Suíça. Estudou matemática no Instituto Federal de Tecnologia de Zurique (ETH Zurich), obtendo um diploma (o equivalente a um mestrado) em 2001. Obteve um doutorado no ETH Zurich em 2007. Sua tese, An Extension of the Stability Theorem of the Minkowski Space in General Relativity, foi orientada por Demetrios Christodoulou,, juntamente com Michael Struwe.
Após pesquisas de pós-doutorado na Universidade Harvard de 2007 a 2010, foi professora assistente de matemática na Universidade de Michigan em 2010. Tornou-se professora associada em 2015, diretora do Michigan Center for Applied and Interdisciplinary Mathematics em 2019, e professora titular em 2021.

## Livros
Com Harry Nussbaumer da ETH Zurich, Bieri é coautora de um livro para o público geral sobre cosmologia e sua história, Discovering the Expanding Universe (Cambridge University Press, 2009). É também coautora de uma monografia de pesquisa com Nina Zipser, Extensions of the Stability Theorem of the Minkowski Space in General Relativity (AMS/IP Studies in Advanced Mathematics, American Mathematical Society, 2009).

## Reconhecimento
Bieri ganhou um National Science Foundation CAREER Awards em 2013 e foi nomeada Simons Fellow em Matemática em 2018. Foi nomeada fellow da American Physical Society (APS) em 2021, após uma indicação da APS Division of Gravitational Physics, "por resultados fundamentais sobre a existência global de soluções das equações de campo de Einstein, e por muitas contribuições para a compreensão da memória de ondas gravitacionais".